# Le Racati
Le Racati (lou Racàti) est un ancien quartier de Marseille, à l'extrémité ouest de la butte Saint-Charles.
En 1960, la Faculté des Sciences de l'Université d'Aix-Marseille s'est étendue sur une large part de ce quartier. Il n'en reste aujourd'hui que quelques petits commerces autour d'un carrefour, et un ensemble de HLM, bordés par l'échangeur terminal de l'autoroute nord de Marseille.

« Au chemin de Belle-de-Mai, au bout de la rue Turenne, en face du cimetière, existait une ancienne guinguette appelée "lou Racati" » - Lou Racati, Victor Gelu dans Chansons Provençales (1856). »

## Toponymie
Le provençal recapte/recapti, ou recate/recati, signifiant « recel, réduit, cachette / provision de bouche(casse-croûte) / soins du ménage / rançon », est devenu « racàti » (accentué sur le deuxième 'a') dans le parler marseillais.
Dans la pratique, la signification de racàti s'est réduite à l'argent, vraisemblablement parce que les jeux d'argent y fleurissaient à l'époque, et peut-être aussi parce que racati est proche du verbe provençal raca (vomir), qu'on retrouve dans faire racar (faire rendre gorge, faire payer ses dettes - cf. l'argotique raquer).
L'historien Lucien Gaillard a une autre hypothèse. Il existait sur la butte Saint-Charles un cimetière occupé par des huguenots. Or pour les catholiques, pendant les guerres de religion, le protestant représentait un rebut que vomissait la société de l'époque.